# Skärholmens loppmarknad

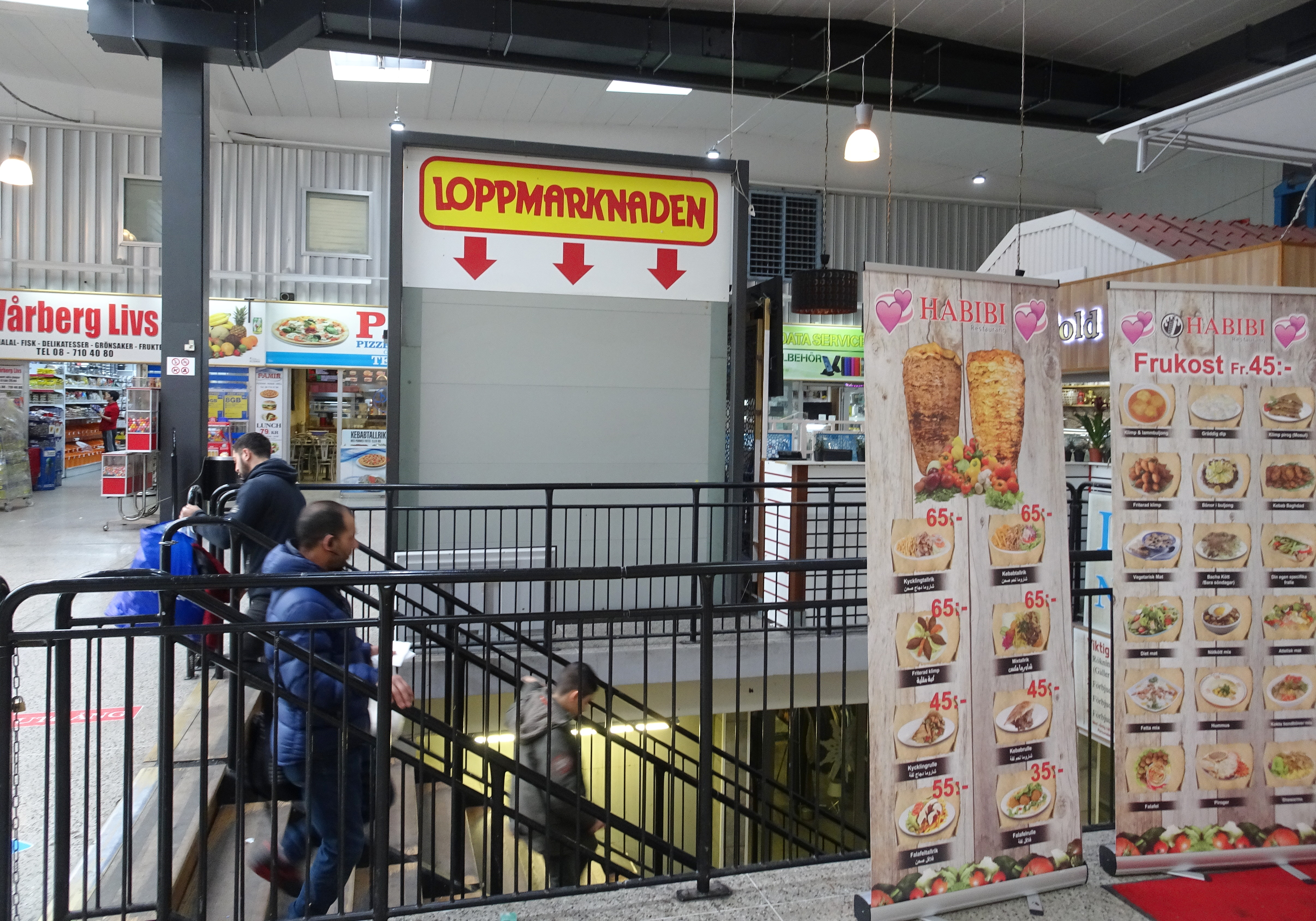
Loppmarknaden i Vårberg centrum.

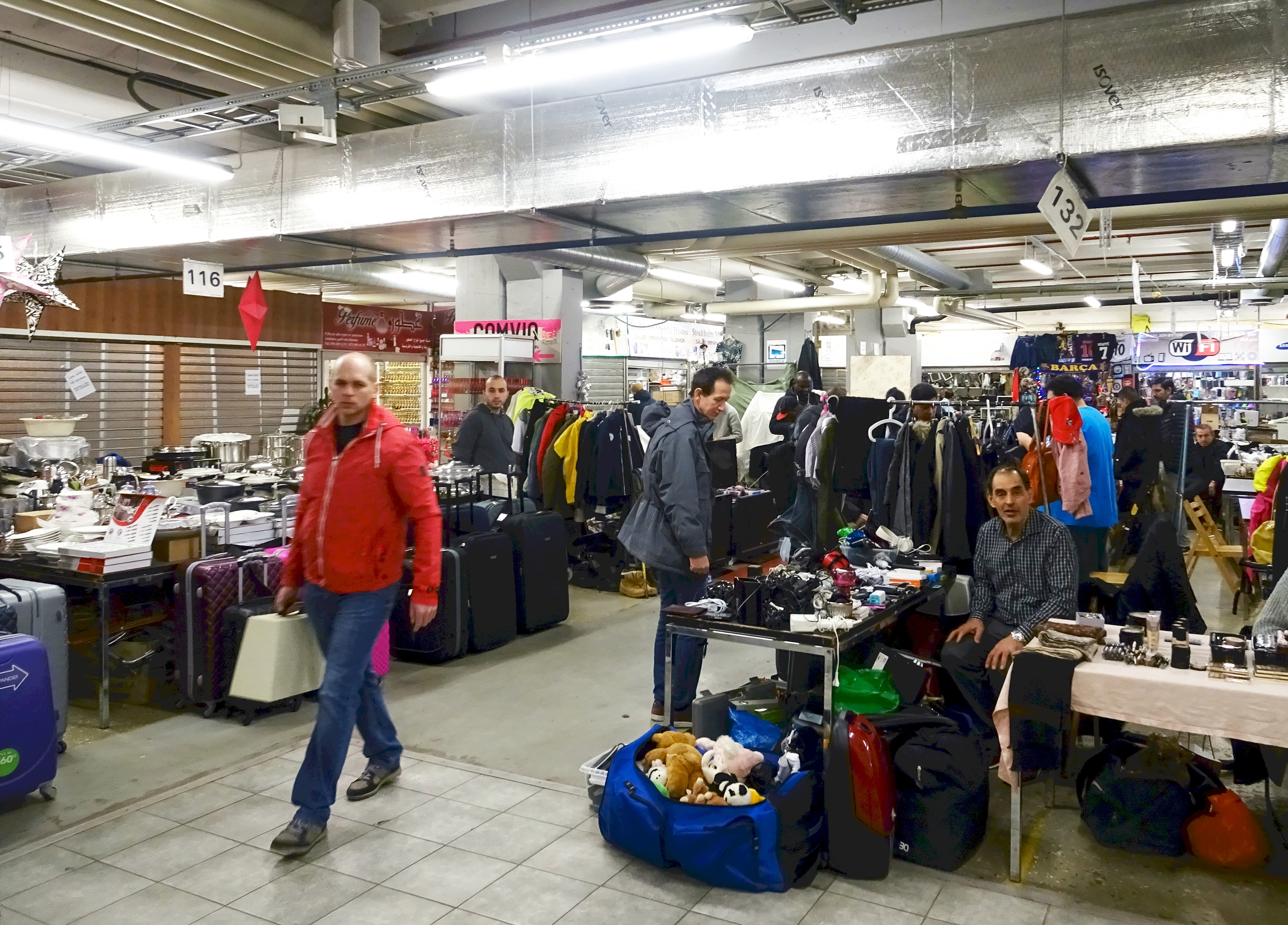
Loppmarknaden i Vårberg centrum.

Skärholmens loppmarknad var en loppmarknad i Skärholmens centrum i sydvästra Stockholm. Den invigdes 1979 med cirka 500 bord som hyrdes ut till den som ville sälja något. Loppmarknaden var mycket känd lokalt, och i guideböcker brukade den finnas med som en av Stockholmstraktens sevärdheter. 2005 flyttade loppmarknaden till närbelägna Vårberg centrum.

## Loppisen i Skärholmens centrum
I augusti 2005 upphörde loppmarknaden i Skärholmen, i samband med den stora ombyggnaden av centrumanläggningen som genomfördes mellan år 2005 och 2008.  Orsaken var att loppmarknaden hade kommit att förknippas med häleri och annan kriminalitet, vilket innebar att fastighetsägaren och butiksinnehavare i köpcentrumet kom att betrakta den som en belastning snarare än en tillgång för Skärholmens centrum. Den del av parkeringshuset där loppmarknaden inrymdes är numera riven och på platsen har nya affärslokaler anordnats. 

## Loppisen i Vårberg centrum
Loppmarknaden återuppstod i närbelägna Vårberg centrum i slutet av september 2005 och flera av de fasta försäljarna följde med i flytten. De nya lokalerna fick disponera våningen under centrumanläggningens butiksplan som är dock mindre och trängre än de gamla. Loppmarknaden anses inte längre ha den sevärdhetsstatus som den hade före flytten. Entréavgifterna under helgerna har behållits; våren 2020 kostade entrén 15 kronor på lördagar och 10 kronor på söndagar.